# Glenn Robert Davis

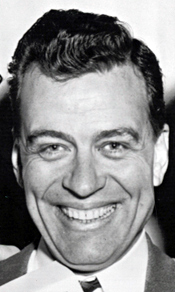
Glenn Robert Davis

Glenn Robert Davis (* 28. Oktober 1914 in Vernon, Waukesha County, Wisconsin; † 21. September 1988 in Arlington, Virginia) war ein US-amerikanischer Politiker. Zwischen 1947 und 1957 sowie nochmals von 1965 bis 1974 vertrat er den Bundesstaat Wisconsin im US-Repräsentantenhaus.

## Werdegang
Glenn Davis besuchte die öffentlichen Schulen seiner Heimat und absolvierte im Jahr 1930 die Muknowago High School. Danach war er bis 1934 am State Teacher’s College in Platteville. Zwischen 1934 und 1938 arbeitete Davis als High-School-Lehrer. Nach einem Jurastudium an der University of Wisconsin–Madison und seiner im Jahr 1940 erfolgten Zulassung als Rechtsanwalt begann er in Waukesha in seinem neuen Beruf zu arbeiten. Politisch war Davis Mitglied der Republikanischen Partei. Zwischen Januar 1941 und Juni 1942 saß er als Abgeordneter in der Wisconsin State Assembly. Dann legte er sein Mandat nieder, um während des Zweiten Weltkrieges in der US Navy zu dienen. Dort war er im pazifischen Raum an Bord eines Flugzeugträgers eingesetzt.
Nach seiner Militärzeit arbeitete Glenn Davis zunächst wieder als Anwalt. Außerdem war er Gerichtsbeauftragter (Court Commissioner) des Staates Wisconsin. Zwischen 1938 und 1970 nahm Davis außer in seiner Militärzeit als Delegierter an allen regionalen republikanischen Parteitagen in Wisconsin teil. Von 1952 bis 1972 war er auch Delegierter zu allen Republican National Conventions. Nach dem Tod des Kongressabgeordneten Robert Kirkland Henry wurde er bei der fälligen Nachwahl für den zweiten Sitz von Wisconsin als dessen Nachfolger in das US-Repräsentantenhaus in Washington, D.C. gewählt, wo er am 22. April 1947 sein neues Mandat antrat. Nach vier Wiederwahlen konnte er bis zum 3. Januar 1957 im Kongress verbleiben. In diese Zeit fielen der Beginn des Kalten Krieges und der Koreakrieg sowie innenpolitisch der Beginn der Bürgerrechtsbewegung. Im Jahr 1951 wurde der 22. Verfassungszusatz im Kongress verabschiedet.
1956 verzichtete Glenn Davis auf eine erneute Kandidatur für das US-Repräsentantenhaus. Stattdessen strebte er erfolglos die Nominierung seiner Partei für die Wahlen zum US-Senat an. Ein Jahr später verfehlte er erneut die Nominierung für eine Senatsnachwahl. In der Folge arbeitete Davis wieder als Anwalt. Bei den Kongresswahlen des Jahres 1964 wurde er im neunten Wahlbezirk von Wisconsin als Nachfolger von Lester Johnson wieder in den Kongress gewählt. Nach vier Wiederwahlen konnte er bis zum 31. Dezember 1974 im US-Repräsentantenhaus verbleiben. In diese Zeit fielen unter anderem der Vietnamkrieg und die Watergate-Affäre. Für die Wahlen des Jahres 1974 wurde Davis von seiner Partei nicht für eine erneute Wiederwahl nominiert. Er trat drei Tage vor dem regulären Ablauf seiner Legislaturperiode zurück.
Nach seinem endgültigen Ausscheiden aus dem Kongress arbeitete Glenn Davis als Berater für die Firma Potter International Inc. Er zog nach Arlington in Virginia, wo er am 21. September 1988 verstarb.